# Neolophonotus uncinus
Neolophonotus uncinus là một loài ruồi trong họ Asilidae. Neolophonotus uncinus được Londt miêu tả năm 1988. Loài này phân bố ở vùng nhiệt đới châu Phi.